# Adam Kersten

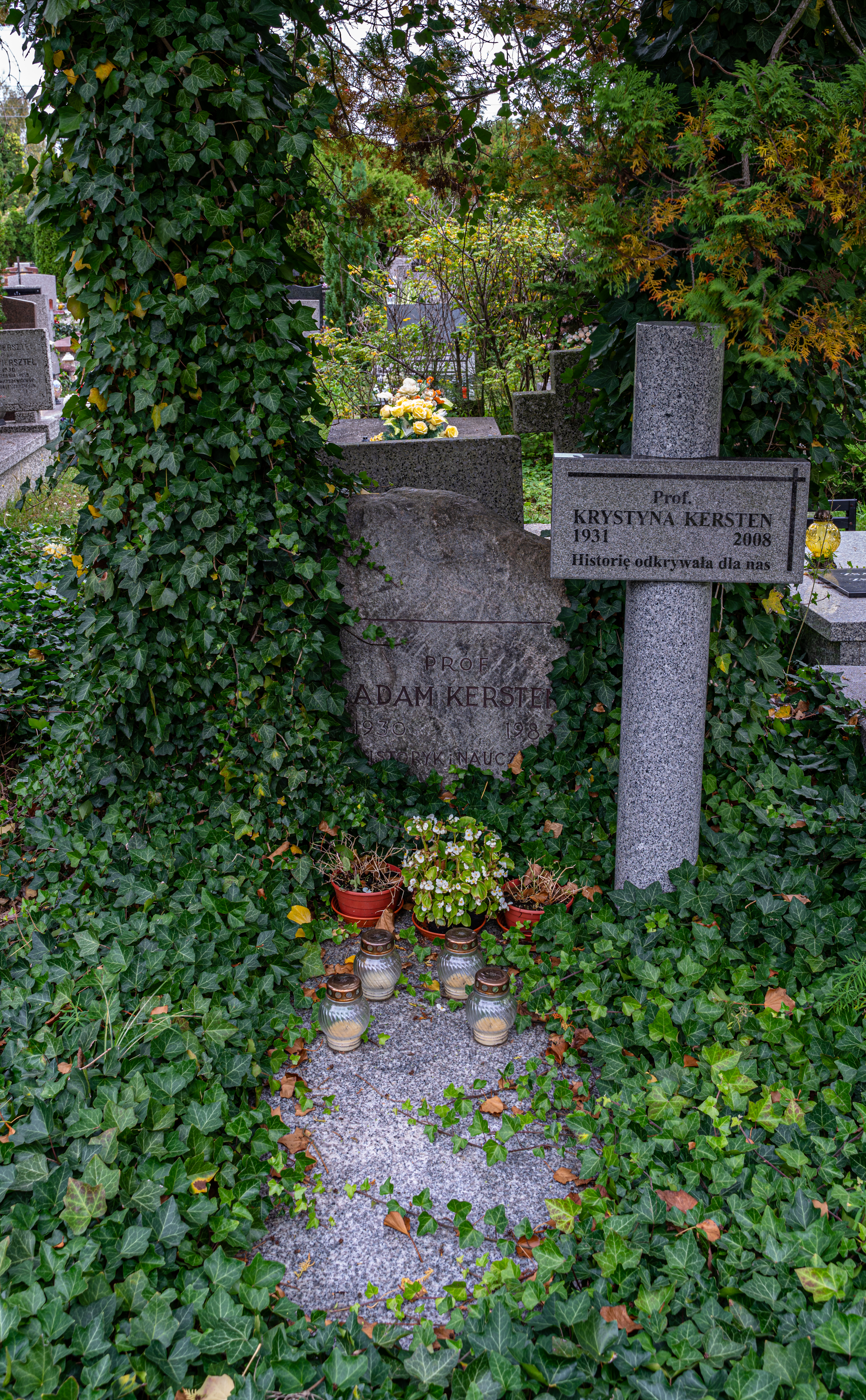
Grób Adama Kerstena na Cmentarzu Komunalnym Północnym w Warszawie

Adam Kersten (ur. 26 kwietnia 1930 w Kutnie, zm. 11 stycznia 1983 w Warszawie) – polski historyk, specjalista dziejów Polski w XVII wieku.

## Życiorys
Urodził się w polskiej rodzinie żydowskiego pochodzenia. Po II wojnie światowej skończył szkołę w Łodzi. Od 1945 do 1948 należał do Związku Walki Młodych, a od 1948 do 1950 do Związku Akademickiego Młodzieży Polskiej. Od 1948 do 1978 był członkiem Polskiej Zjednoczonej Partii Robotniczej. W 1951 ukończył studia historyczne na Uniwersytecie Warszawskim. W 1955 obronił doktorat. W latach 1955–1983 pracownik Uniwersytetu Marii Curie-Skłodowskiej w Lublinie. W 1960 uzyskał habilitację,  w 1967 tytuł profesora nadzwyczajnego, a w 1974  tytuł profesora zwyczajnego.
Konsultant historyczny filmu i serialu telewizyjnego Pan Wołodyjowski (1968), współautor scenariusza do filmu Potop (1974) i historyk dbający o zgodność fabuły z realiami ówczesnej wojny, autor książki Sienkiewicz – „Potop” – Historia (PIW, Warszawa 1966), zwolennik odbrązawiania mitów narodowych. Współzałożyciel i wykładowca Towarzystwa Kursów Naukowych (1978–1981), twórca niezależnego wydawnictwa NOWA2, publikującego m.in. wykłady TKN. 20 sierpnia 1980 podpisał Apel 64 uczonych, pisarzy i publicystów do władz komunistycznych o podjęcie dialogu ze strajkującymi robotnikami. Od 1980 należał do NSZZ „Solidarność”. Odznaczony pośmiertnie w 2006 Krzyżem Oficerskim Orderu Odrodzenia Polski.

### Życie prywatne
Pochowany został na Cmentarzu Komunalnym Północnym w Warszawie.
Był mężem Krystyny Kersten (1931–2008), także historyka oraz ojcem Grzegorza Kerstena (1949–2020).

## Ważniejsze prace
- Opowieści o szwedzkim najeździe (1956)
- Chłopi polscy w walce z najazdem szwedzkim 1655–1656 (1958)
- Z badań nad konfederacją tyszowiecką (1958)
- Geneza nowej gigantomachii (1958)
- Pierwszy opis obrony Jasnej Góry w 1655 r. (1959)
- Stefan Czarniecki 1599–1665 (1963)
- Obrona Klasztoru w Jasnej Górze (1964)
- Sienkiewicz – „Potop” – Historia (1966)
- Historia dla klasy II liceum ogólnokształcącego (1968)
- Na tropach Napierskiego. W kręgu mitów i faktów (1970)
- Warszawa Kazimierzowska 1648–1668: miasto, ludzie, polityka (1971)
- Historia Szwecji (1973)
- Szwedzi pod Jasną Górą 1655 (1975)
- Historia powszechna, 1648–1789 (1978)
- Historia powszechna, wiek XVII (1984)
- Hieronim Radziejowski: studium władzy i opozycji (1988)